# Рудник Найбулу
Рудник Найбулу (Naibulu) — гірничодобувний майданчик у Меланезії, в державі Фіджі.
Підготовчі роботи на бокситовому родовищі Найбулу, що знаходиться на північному узбережжі острова Вануа-Леву, почались у 2015-му, а в 2016-му тут вилучили першу руду. Розробку організували відкритим способом.
Після проходження через збагачувальну фабрику концентрат відправляли автотранспортом до розташованого за три десятки кілометрів причалу Лекуту, де завантажували на баржі, що своєю чергою передавали в морі свій вантаж на балкер. Всього з початку експлуатації та до кінця 2018-го було відправлено до Китаю 4 суднові партії продукції (про їхній розмір відомо, що відправлена в березні 2017-го партія важила 59 тисяч тонн).
Станом на кінець 2018-го розробка призупинилась, передусім через властивості руди, які не дозволяли отримати концентрат належної якості.
Проєкт реалізувала китайська компанія Xinfa Aurum Exploration, що також опікувалась рудником Навайлеву.